# Венециански залив
Венецианският залив (на италиански: Golfo di Venezia; на хърватски: Venecijanski zaljev; на словенски: Beneški zaliv) е залив в северната част на Адриатическо море, между делтата на река По в северната част на Италия и полуостров Истрия в Хърватия. Водите на залива мият бреговете на три страни – Италия, Словения и Хърватия. Вдава се в сушата на 110 km и има ширина около 100 km. За южна граница се приема линията между главния ръкав от делтата на По на запад и нос Каменяк на полуостров Истрия на изток. Максимална дълбочина 34 m в централната му част. Средна годишна температура на водата 14 °С, соленост до 35‰ на изток. Приливите са неправилни, полуденонощни, с височина до 1,2 m. В него се вливат реките Адидже и Брента от запад, Пияве, Ливенца, Таляменто и Изонцо от север и Мирна от изток. В североизточната му част се намира по-малкият Триестки залив, а в северозападната му част е разположена историческата Венецианска лагуна. Главните градове, които за разположени по крайбрежието му, са Венеция, Триест, Киоджа и Монфалконе в Италия, Копер в Словения и Пула в Хърватия.
Венецианският залив вероятно получава своето име в периода на разцвета на Венецианската република, чиято територия заемала голяма част от адриатическото крайбрежие.